# Étain

Étain este o comună în departamentul Meuse din nord-estul Franței. În 2010 avea o populație de 3.808 de locuitori.

## Evoluția populației
| An        | 1975  | 1982  | 1990  | 1999  | 2006  | 2010  |
| --------- | ----- | ----- | ----- | ----- | ----- | ----- |
| Populație | 3.773 | 3.807 | 3.577 | 3.709 | 3.732 | 3.808 |